# Colosseum

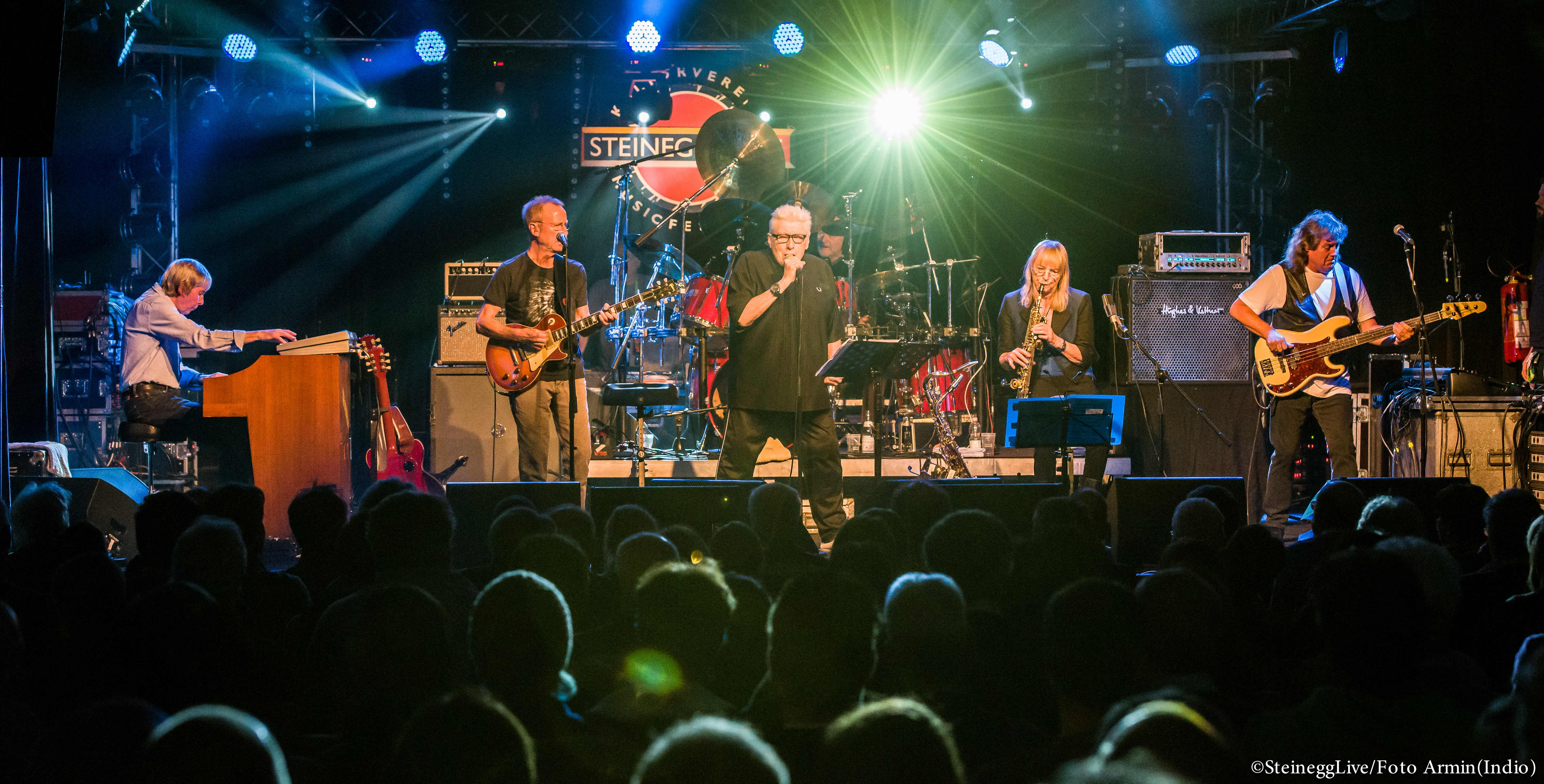
Colosseum live, Steinegg Live Festival 2014.

Colosseum é uma banda britânica de jazz-rock progressivo formada em 1968 pelo baterista Jon Hiseman, o saxofonista tenor Dick Heckstall-Smith e o baixista Tony Reeves, que haviam tocado juntos anteriormente na John Mayall & the Bluesbreakers.  Dave Greenslade, no teclado, foi imediatamente recrutado, e a formação foi completada por Jim Roche na guitarra. Roche gravou apenas uma música antes de ser substituído por James Litherland (guitarra e vocais).

## História
O Colosseum fez a sua estreia ao vivo em Newcastle e foram prontamente gravados pelo influente DJ da BBC Radio One John Peel para o seu programa de rádio Top Gear. Essa aparição rendeu a eles uma valiosa exposição e aclamação da crítica.
O primeiro álbum do Colosseum, Those Who Are About To Die Salute You, foi lançado pelo selo Fontana em 1969. O segundo álbum do Colosseum, também em 1969, foi Valentyne Suite, notório como o primeiro lançamento da Vertigo Records, o primeiro selo a contratar o Black Sabbath.  A Vertigo Records era um ramo da Philips, fixada para contratar e desenvolver artistas que não se ajustavam à marca principal da Philips Records.
Dave "Clem" Clempson, egresso do Bakerloo, substituiu James Litherland para gravar o terceiro álbum, The Grass Is Greener, lançado em 1970 e somente nos Estados Unidos. Louis Cennamo então substituiu Tony Reeves no baixo, mas foi substituído por Mark Clarke em um mês, e Hiseman recrutou o vocalista Chris Farlowe para possibilitar que Clempson se concentrasse na guitarra. Essa é considerada ser a formação clássica do Colosseum, que em parte já havia gravado o álbum de 1970 Daughter of Time.
Em março de 1971, a banda gravou o seu concerto na Big Apple em Brighton e na Universidade de Manchester.  Hiseman ficou impressionado com a atmosfera do show de Manchester, e a banda retornou cinco dias mais tarde para um concerto gratuito que também foi gravado. As gravações foram lançadas como um álbum duplo ao vivo em 1971, Colosseum Live, pouco tempo antes da banda original terminar.

## Ínterim e reunião
Após a separação da banda, Jon Hiseman formou o Tempest com o baixista Mark Clarke; Dave Greenslade formou o Greenslade com Tony Reeves; Clem Clempson uniu-se ao Humble Pie; Chris Farlowe uniu-se ao Atomic Rooster; e Dick Heckstall-Smith embarcou em uma carreira solo.
Hiseman reformou o grupo como Colosseum II em 1975, com uma inclinação mais forte em direção ao jazz fusion rock e uma nova formação, apresentando o guitarrista Gary Moore, e Don Airey nos teclados. O Colosseum II lançou quatro álbuns antes de terminar em 1978.
O Colosseum reuniu-se para uma turnê em 1994, a catálise para o lançamento de um CD e DVD ao vivo, e novos álbuns de estúdio. Edições mais longas do Valentyne Suite e do Colosseum Live também foram lançadas, bem como diversas coletâneas.
A esposa de Hiseman, a saxofonista Barbara Thompson, uniu-se à banda em diversas ocasiões após a morte em 2004 de Dick Heckstall-Smith e agora é uma integrante permanente da banda.

## Formações
Integrantes originais da banda:
- Jon Hiseman; Bateria (fundador)
- Dick Heckstall-Smith; Saxofones (membro fundador, falecido em 2004, substituído por Thompson)
- Tony Reeves; Baixo (membro fundador, substituído por Cennamo)
- Dave Greenslade; Teclados, Vocais (a partir de 1968)
- Jim Roche; Guitarra (primeira formação, gravou apenas uma faixa no primeiro álbum (substituído por Litherland)
- James Litherland; Guitarra, Vocais (substituído por Clempson)
- Louis Cennamo; Baixo (Junho de 1970, substituído por Clarke durante a gravação de Daughter of Time)

Membros posteriores da banda que ainda atuam:
- Chris Farlowe; Vocais (a partir de 1970)
- Mark Clarke; Baixo, Vocais (a partir de 1970)
- Dave "Clem" Clempson; Guitarra, Vocais (a partir do final de 1969)
- Barbara Thompson; Saxofones (a partir de 2004)

## Discografia
- Those Who Are About To Die Salute You (1969)
- The Valentyne Suite|Valentyne Suite (1969)
- The Grass Is Greener (1970) [U.S. release only]
- Daughter of Time (1970)
- Colosseum Live (1971)
  - a banda original se separou em 1971 e reuniu-se em 1994

### Pós-reunião
- LiveS  The Reunion Concerts 1994 (1995)
- Bread & Circuses (1997)
- Tomorrow's Blues (2003)
- Live Cologne 1994 (2003)
- Live05 (2007)
- Time on Our Side (2014)
- Restoration (2022)
- XI (2025)

### Coletâneas
- The Collectors Colosseum (1971)
- Anthology (2000) (álbum duplo)
- Morituri Te Salutant (2009) (4-CD collection)